# 夜明け (松山千春の曲)
「夜明け」（よあけ）は、松山千春が1979年8月21日にリリースした7枚目のシングルである。

## 解説
B面「サイクリング」は『起承転結』に収録されず、未CD化の状態が長く続いたが、1996年発売のベスト・アルバム『ANTHOLOGY 〜SINGLE COLLECTION〜』で初CD化された。
ジャケット写真は、集英社が発行している雑誌「明星」の提供によるものである。

## 収録曲
| 全作詞・作曲: 松山千春。 |                  |           |            |          |      |
| #                        | タイトル         | 作詞      | 作曲・編曲 | 編曲     | 時間 |
| 1.                       | 「夜明け」       | 松山千春  | 松山千春   | 青木望   | 3:40 |
| 2.                       | 「サイクリング」 | 松山千春  | 松山千春   | 清須邦義 | 2:18 |
| 合計時間:                | 合計時間:        | 合計時間: | 5:58       |          |      |

## メディアでの使用
| #   | 曲名       | タイアップ                              | 出典  |
| --- | ---------- | --------------------------------------- | ----- |
| A-1 | 「夜明け」 | NHK銀河テレビ小説『家族日記』主題歌     | [ 2 ] |
| A-1 | 「夜明け」 | NHK銀河テレビ小説『海をわたって』主題歌 | [ 3 ] |